# Аблаєво (Туймазинський район)
Абла́єво (рос. Аблаево, башк. Аблай) — село у складі Туймазинського району Башкортостану, Росія. Входить до складу Какрибашевської сільської ради.
Населення — 315 осіб (2010; 280 у 2002).
Національний склад:
- башкири — 61 %
- татари — 37 %